# Гущак Іван Васильович

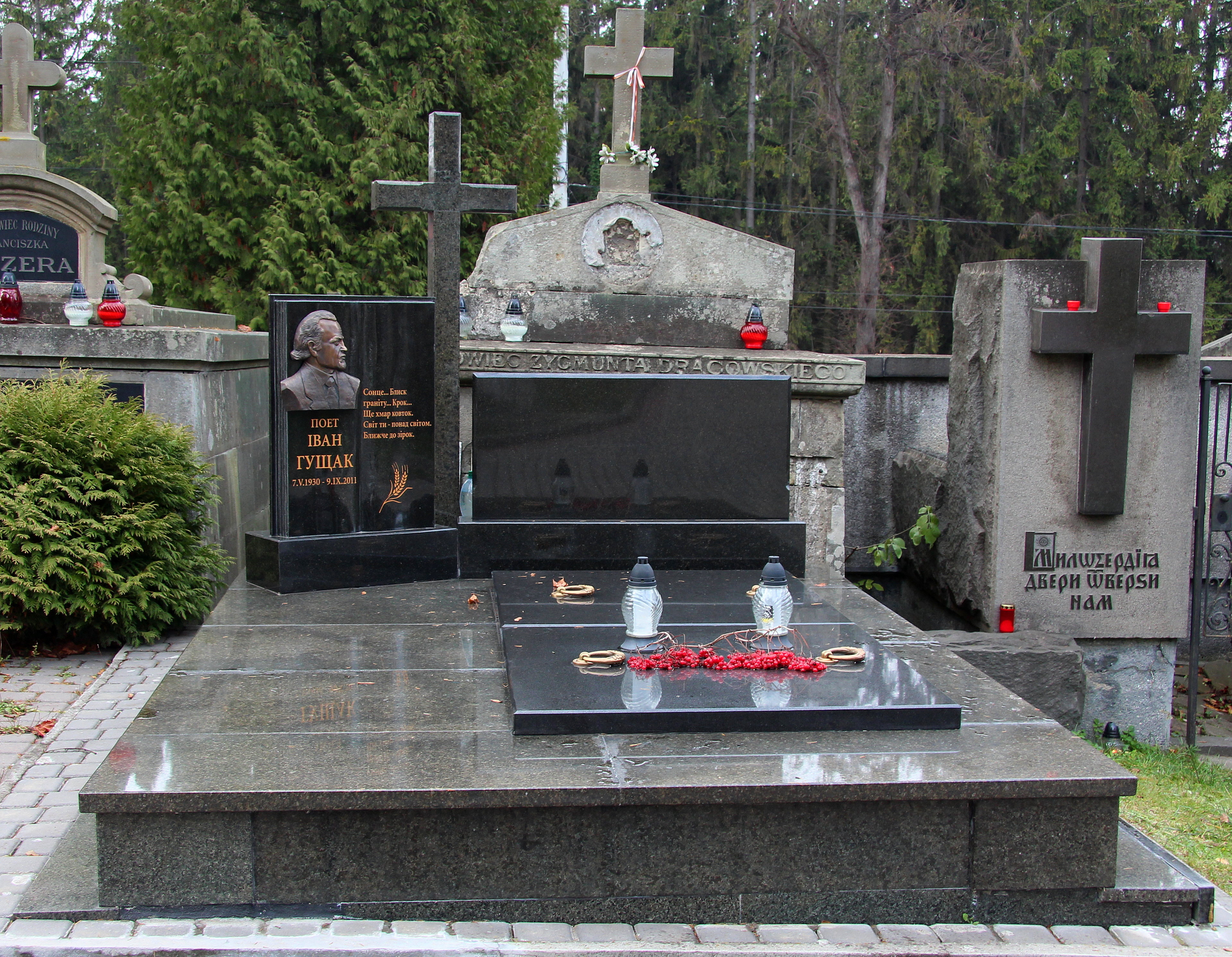

Іва́н Васи́льович Гуща́к (*7 травня 1930, Мацошин — 9 вересня 2011, Львів) — український поет.
Народився 7 травня 1930 р. в с. Мацошин Львівської області.
Закінчив Львівський сільськогосподарський університет.
Учасник війни. Працював головним редактором письменницького видавництва «Кобзар».
Автор збірок поезій «Колоски», «Під крилом неба», «Дума землі», «Обнови», «Квітування», «Під знаком добра», «Зодчі», «Мазепа» (поема), «Веснянки», «На вістрі тривоги», «Тополя край поля», літературознавчої праці «Плеяда заборонена, призабута» (у 3-х томах), прозової книжки «Марко Боєслав — сурмач УПА», роману «Світ», збірок віршів для дітей «Веснянки», «Я малюю клена», «Молоденький випав сніг», «Хлопчик Малоліт і його зореліт», «Скочив лис у барбарис» та ін.
Лауреат літературної премії імені М. Шашкевича.
Похований на 78 полі Личаківського цвинтаря.